# Juicio Final (2019)
Juicio Final 2019 fue un evento de lucha libre profesional producido por el Consejo Mundial de Lucha Libre. Tuvo lugar el 31 de mayo de 2019 desde la Arena México en Ciudad de México.

## Resultados
- Black Panther, Blue Panther Jr. y Rey Cometa derrotaron a Disturbio, Kawato San y Misterioso Jr. por descalificación
- Ángel de Oro, Niebla Roja y Soberano derrotaron a Los Hijos del Infierno (Mephisto, Ephesto y Luciferno)
- Virus derrotó a Metálico en una Lucha de Retiro.
  - Como consecuencia Metálico debió retirarse de la lucha libre profesional.
- La Amapola derrotó a Kaho Kobayashi en una Lucha de Cabellera vs. Cabellera.
  - Después de la lucha, Amapola y Kobayashi se abrazaron en señal de respeto.
  - Como consecuencia, Kobayashi fue rapada.
- Los Guerreros Laguneros (Euforia & Gran Guerrero) derrotaron a Diamante Azul y Valiente y ganaron el Campeonato Mundial en Parejas del CMLL.
- Carístico, Místico y Volador Jr. derrotaron a La Peste Negra (Mr. Niebla & Negro Casas) y Bárbaro Cavernario.
- Último Guerrero derrotó a Máscara Año 2000 en una Lucha de Cabellera vs. Cabellera.
  - Como consecuencia, Año 2000 fue rapado.
  - El Campeonato Mundial de Peso Completo del CMLL de Guerrero no estuvo en juego.